# Catocala adriana
Catocala adriana là một loài bướm đêm trong họ Erebidae.